# Lucas Nijsingh (1645-1720)

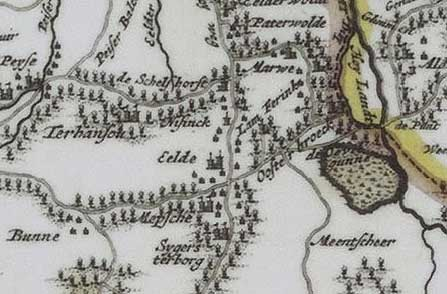
Het Nijsingghuis te Eelde (aangeven als Nisinck) op een kaart van Frederik de Wit (1630-1706)

Lucas Nijsingh (1 november 1645 - Eelde, 15 april 1720) was landschrijver en secretaris van de Landschap Drenthe, ette voor het Beilerdingspel en gedeputeerde van Drenthe.

## Leven en werk
Nijsingh was een zoon van de landschrijver van de Landschap Drenthe  Jan Nijsingh en Roelofje Alting. Hij studeerde rechten aan de universiteiten van Groningen en Franeker. In 1670 volgde hij zijn vader op als landschrijver van de Landschap Drenthe. In 1678 werd hij benoemd tot secretaris van de Landschap. In hetzelfde jaar werd hij ook gekozen tot ette voor het Beilerdingspel. Hij bezat in dit gebied landerijen in Elp en Westerbork. In 1698 werd zijn zoon Samuel benoemd  tot zijn adjunct met het recht van opvolging. In 1707 werd hij gekozen tot gedeputeerde van Drenthe. Ook zijn zonen Ubbo en Jan waren in de periode tot 1740 gedeputeerde van Drenthe.
Nijsingh was getrouwd met Elisabeth Sichterman, dochter van zijn voorganger als secretaris van de Landschap Wolter Sichterman en AngeIina HagewoIts. Zij overleed al spoedig na hun huwelijk. Hij hertrouwde (ondertrouw 26 augustus 1676 te Groningen) met Arendina Emmius, dochter van de Groninger burgemeester Samuel Emmius en Anna Sighers. Zij was een achterkleindochter van de Groninger historicus en rector magnificus Ubbo Emmius. Hun negen kinderen werden allen in Groningen gedoopt.

## Huizenbezit
Nijsingh had van zijn ouders het voormalige schultehuis in Eelde, het Nijsinghhuis geërfd. In de loop der tijd wist hij ook de landgoederen Lemferdinge, De Braak en Nijborg (Huis te Paterswolde) te verwerven. Na zijn dood verkreeg zijn zoon Ubbo het Nijsinghuis in Eelde, zijn zoon Samuel verkreeg Lemferdinge en zijn zoon Jan Nijborg. Zijn kleinzoon Lucas Trip, zoon van zijn dochter Anna Titia, verkreeg De Braak. Deze kleinzoon, de latere burgemeester van Groningen was, na het vertrek van zijn vader Jacob Elias Trip naar Oost-Indië, door zijn grootouders opgevoed. Daarnaast bezat Nijsingh nog woningen en landerijen in Peize, Yde, Schipborg, Westerbork en Elp. In de stad Groningen bezat hij woningen aan de Brugstraat. De totale waarde van zijn bezit werd geschat op 160.000 carolusgulden.